# Pyrheliometer
Pyrheliometer eller solkalorimeter er et instrument til at måle solens energiindfald med.
Energiindholdet i solstrålingen kan bestemmes ved at lade den opvarme et system med kendt varmekapacitet.
Det kan gøres med er solkalorimeter, som består af et paprør, der i den ene ende er lukket med en sortmalet messingklods.